# 조지 데이비드 버코프
조지 데이비드 버코프(영어: George David Birkhoff, 1884년 3월 21일 ~ 1944년 11월 12일)는 미국의 수학자이다. 동역학계 이론에서 핵심적인 버코프 에르고딕 정리를 증명하였다.

## 생애
1884년 3월 21일 미국 미시간주 그랜드래피즈 근처의 오버라이절(영어: Overisel)에서 태어났다. 아버지는 데이비드 버코프(영어: David Birkhoff)였고, 어머니는 제인 거트루드 드로퍼스(영어: Jane Gertrude Droppers)였다.
학사 · 석사 학위를 하버드 대학교에서 마치고, 박사 학위를 1907년에 시카고 대학교에서 수여받았다. 박사 학위 논문의 내용은 상미분 방정식에 대한 것이었다.
이후 위스콘신 대학교와 프린스턴 대학교에서 가르쳤고, 1911년에 아들 개릿 버코프가 태어났다. 개릿은 훗날 유명한 수학자가 된다.
1912년 하버드 대학교 교수가 되었다. 1923년에 일반 상대성 이론에서의 버코프의 정리를 증명하였고,:253 1931년에 버코프 에르고딕 정리를 증명하였다. 알베르트 아인슈타인과 노버트 위너 등에 따르면, 버코프는 반유대주의적 성향을 보였다고 한다.
1944년 11월 12일에 60세의 나이로 미국 매사추세츠주 케임브리지에서 사망하였다.

## 같이 보기
- 버코프-그로텐디크 정리
- 균등분포 정리

## 참고 문헌
1. ↑  Morse, Marston (1946). “George David Birkhoff and his mathematical work”. 《Bull. Amer. Math. Soc.》 52 (5, Part 1): 357–391. MR 0016341.
2. ↑  Birkhoff, G.D. (1923). 《Relativity and Modern Physics》 (영어). Harvard University Press. Zbl 49.0619.01 |zbl= 값 확인 필요 (도움말).
3. ↑  Birkhoff, George David (1931). “Proof of the ergodic theorem”. 《Proceedings of the National Academy of Sciences of the United States of America》 (영어) 17 (12): 656–660. Bibcode:1931PNAS...17..656B. doi:10.1073/pnas.17.2.656. PMC 1076138. PMID 16577406.

- Mac Lane, Saunders (1994년 9월). “Jobs in the 1930s and the views of George D. Birkhoff”. 《The Mathematical Intelligencer》 (영어) 16: 9–10. doi:10.1007/BF03024350.
- Vandiver, H. S. (1963). “Some of my recollections of George David Birkhoff”. 《Journal of Mathematical Analysis and Applications》 (영어) 7: 271–83.